# Cerochlamys
Cerochlamys là chi thực vật có hoa trong họ Aizoaceae.